# Avy Scott
Avy Scott (Tampa (Florida), 2 november 1981) is  een Amerikaanse pornoactrice en -regisseur. 
Scott begon tijdens haar studie met live-masturbatieshows achter de webcam, en verliet in 2001 voortijdig haar studie om in de porno-industrie te gaan werken. Ze heeft in meer dan 250 films gespeeld, en regisseerde er vier.

## Filmografie (selectie)

### Als actrice
- 2002: Rush
- 2002: Band Camp
- 2003: Avy Scott aka Filthy Whore
- 2003: Evil Pink 1
- 2004: No Man’s Land 39
- 2005: Obsessions of Avy Scott
- 2005: Avy Scott & Friends
- 2005: Lust Connection
- 2006: Big Wet Asses 9
- 2009: Jerkoff Material 3
- 2009: Big Wet Tits 8

### Als regisseur
- 2007 Mini Van Moms 4
- 2006 Deep Throat This 32
- 2006 Mini Van Moms
- 2006 Mini Van Moms 2
- 2006 Mini Van Moms 3

## Prijzen
- 2003 CAVR Awards - Best Star
- 2003 Adult Video News Awards - Best Beginner
- 2003 Critics Choice Awards - Best Beginner

## Nominaties
- 2003 AVN Award nominatie – Best New Starlet
- 2004 AVN Award nominatie – Best Oral Sex Scene
- 2004 AVN Award nominatie – Best Sex Scene Coupling
- 2010 XRCO Award nominatie – Best Cumback
- 2011 AVN Award nominatie – Best All-Girl Three-Way Sex Scene

- Gemeinsame Normdatei: 1172394822
- Virtual International Authority File: 7574154387155430970000